# Refunct
Refunct est un jeu vidéo indépendant de plates-formes en vue à la première personne développé par Dominique Grieshofer. Il est sorti le 16 octobre 2015 sur Windows, OS X, Linux et le 7 juin 2017 sur Xbox One.

## Système de jeu
L'objectif du jeu est d'atteindre des boutons rouges apparaissant au fur et à mesure de la partie. Chaque fois que le joueur appuie sur un bouton, une partie du monde du jeu émerge de l'eau et un nouveau bouton est accessible. Le jeu se termine lorsque le joueur atteint le seul bouton jaune du jeu. Lorsque le joueur marche pour la première fois sur une plate-forme, celle-ci change de couleur. Il existe un pourcentage de complétion du jeu : il dépend du nombre de plate-formes touchées par le joueur, ainsi que du nombre de cubes rouges présents dans le monde qu'il a obtenu.

## Développement
Dominique Grieshofer a d'abord créé un jeu gratuit au concept similaire, Refunktion, sorti en 2014.

## Accueil
Refunct a reçu plusieurs critiques positives de la part de la presse spécialisée. Elles saluent le côté calme et relaxant du titre, ainsi que la simplicité et l'accessibilité de ses contrôles. Cependant, elles s'accordent à dire que le jeu souffre d'une durée de vie trop faible, et considèrent que le jeu mériterait une version rallongée,. Les critiques remarquent aussi la cohérence de la musique du jeu qui contribue à l'effet relaxant.